# Microtatorchis muriculata
Microtatorchis muriculata är en orkidéart som beskrevs av Rudolf Schlechter. Microtatorchis muriculata ingår i släktet Microtatorchis och familjen orkidéer. Inga underarter finns listade i Catalogue of Life.